# Angelo Gatto
Pour les articles homonymes, voir Gatto.
 (août 2024).
La mise en forme du texte ne suit pas les recommandations de Wikipédia : il faut le « wikifier ».
Les points d'amélioration suivants sont les cas les plus fréquents. Le détail des points à revoir est peut-être précisé sur la page de discussion.
- Les titres sont pré-formatés par le logiciel. Ils ne sont ni en capitales, ni en gras.
- Le texte ne doit pas être écrit en capitales (les noms de famille non plus), ni en gras, ni en italique, ni en « petit »…
- Le gras n'est utilisé que pour surligner le titre de l'article dans l'introduction, une seule fois.
- L'italique est rarement utilisé : mots en langue étrangère, titres d'œuvres, noms de bateaux, etc.
- Les citations ne sont pas en italique mais en corps de texte normal. Elles sont entourées par des guillemets français : « et ».
- Les listes à puces sont à éviter, des paragraphes rédigés étant largement préférés. Les tableaux sont à réserver à la présentation de données structurées (résultats, etc.).
- Les appels de note de bas de page (petits chiffres en exposant, introduits par l'outil «  Source ») sont à placer entre la fin de phrase et le point final[comme ça].
- Les liens internes (vers d'autres articles de Wikipédia) sont à choisir avec parcimonie. Créez des liens vers des articles approfondissant le sujet. Les termes génériques sans rapport avec le sujet sont à éviter, ainsi que les répétitions de liens vers un même terme.
- Les liens externes sont à placer uniquement dans une section « Liens externes », à la fin de l'article. Ces liens sont à choisir avec parcimonie suivant les règles définies. Si un lien sert de source à l'article, son insertion dans le texte est à faire par les notes de bas de page.
- La présentation des références doit suivre les conventions bibliographiques. Il est recommandé d'utiliser les modèles {{Ouvrage}}, {{Chapitre}}, {{Article}}, {{Lien web}} et/ou {{Bibliographie}}. Le mode d'édition visuel peut mettre en forme automatiquement les références.
- Insérer une infobox (cadre d'informations à droite) n'est pas obligatoire pour parachever la mise en page.

Pour une aide détaillée, merci de consulter Aide:Wikification.
Si vous pensez que ces points ont été résolus, vous pouvez retirer ce bandeau et améliorer la mise en forme d'un autre article.
Angelo Gatto, né le 23 septembre 1922 à Quinto di Treviso et mort le 21 mars 2018 à Castelfranco Veneto, est un peintre et mosaïste italien.

## Biographie
Né à Quinto di Treviso, province de Trévise. Il fréquente l'Académie des Beaux-Arts de Venise et commence ensuite à peindre dans diverses églises de la région Vénétie, en Italie et également à l'étranger.
Il continuera à restaurer inlassablement, au fil des décennies, jusqu'à sa mort.

## Style et œuvres

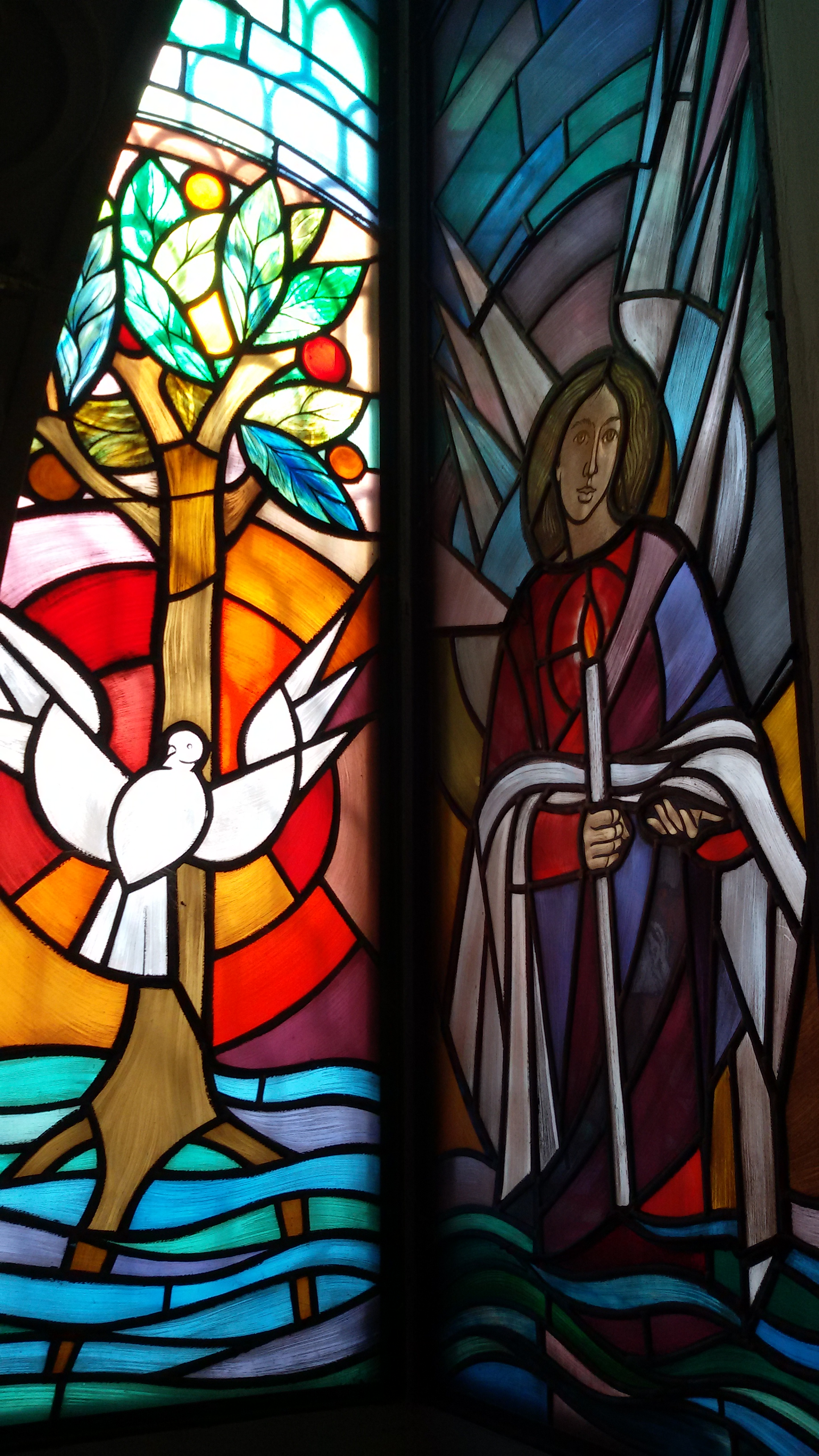
Vitrail d'Angelo Gatto.

Angelo Gatto est un artiste attiré par le pouvoir de la lumière, et un témoignage peut être trouvé dans ses vitraux les plus connus, à savoir les vitraux de l'église de Santa Cristina Vergine e Martire del Tiverone, près du hameau de Santa Cristina (Quinto di Treviso), qui font partie des caractéristiques fondamentales de l'église. Ils l'illuminent, le décorent et l'embellissent. Ces vitraux décorent les autels, les nefs, les fonts baptismaux et l'entrée.
Selon l'anthologie Ca' Lozzio, Angelo Gatto exalte les sujets naturels, tels que le paysage et les éléments naturels de ces derniers, et de ses productions émerge l'enquête passionnée et obstinée sur le pouvoir de la lumière, en tant qu'expression.